# Pachyphyllum costaricense
Pachyphyllum costaricense är en orkidéart som först beskrevs av Oakes Ames och Charles Schweinfurth, och fick sitt nu gällande namn av Louis Otho Otto Williams. Pachyphyllum costaricense ingår i släktet Pachyphyllum och familjen orkidéer.
Artens utbredningsområde är Costa Rica. Inga underarter finns listade i Catalogue of Life.